# 버키 해리스 (1908년)
앤드루 "버키" 해리스 맥갤리어드(영어: Andrew "Bucky" Harris McGalliard, 1908년 9월 25일 ~ 1978년 5월 20일)는 미국 캘리포니아주 로스앤젤레스 출신의 전 프로 야구 선수이다.
애칭인 '버키'는 메이저 리그의 명 선수였던 버키 해리스의 이름을 자칭하는 것으로 화제가 되는 것을 기대했던 이름이다.

## 인물
사우스 캘리포니아 대학을 거쳐 1928년에 미국 마이너 리그 베이스볼에 들어가 메이저 리그 승격의 목표를 실현하기 위해 로스앤젤레스의 일본계 팀인 'LA NIPPON'에 소속되어 있던 1934년, 미국 원정을 와 있던 대일본도쿄야구클럽과 대전했다. 일본 국내 최초의 프로 야구 리그(일본 야구 연맹)가 시작된 1936년, 나고야군의 총감독으로 있던 고노 아쓰시가 스즈키 소타로에게 외국인 선수 소개를 부탁했는데, 스즈키는 1934년에 대전했던 해리스를 고노에게 권했다(스즈키는 1934년에 구단 대표 자격으로 미국에 동행했다). 그러면서 나고야군에 입단하게 되었다.
1936년 춘계부터 리그에 참가해 그 해 춘·하계 통산 타율이 0.348, 추계에도 .310을 기록했다. 이듬해인 1937년 고노가 결성한 고라쿠엔 이글스로 이적해 1937년 추계 시즌에 .310의 타율을 기록했다. 타격뿐 아니라 강견으로도 활약해 계속 출루되는 각 루에 정확한 송구 등 공수 양면에서 활약하며 전년도 최하위였던 팀을 3위로 이끌었다. 그 공적을 높게 평가받아 같은 해 MVP에 선출되었다. 다음의 1938년 춘계 시즌에는 홈런왕을 차지했다. 1938년 추계를 끝으로 팀에서 탈퇴하고 귀국했다.
해리스의 귀국 당시 미일 관계가 악화 일로를 걷고 있던 상황도 영향을 주었다고 볼 수 있다. 선수들과 이별하는 날 해리스는 "안녕이라고 말할 수 없을 정도로 슬플 지경"이라고 크게 슬퍼했다.
말년에는 일본 시리즈에 초청을 받아 약 40년 만에 본거지 구장이었던 고라쿠엔 구장의 인조 잔디를 보고 감격하기도 했다. 1978년 수상 사고로 사망했다. 향년 69세.
방일 이후부터 일본어를 열심히 공부해 포수 마스크 넘어로 갑자기 일본어 노래를 부르기 시작해 타자들에게 혼란을 주거나, 주자로 루에 나가면 상대 투수에게 "잠깐 그 공을 보여줘"라고 말해 투수가 자신에게 공을 굴려주면 그 순간에 다음 루를 향해 달리기 시작하는 등 독특한 트릭 플레이를 선보였다.

## 상세 정보

### 선수 경력
- 나고야군(1936년)
- 고라쿠엔 이글스·이글스(1937년 ~ 1938년)

### 수상·타이틀 경력

#### 타이틀
- 홈런왕 : 1회(1938년 춘계)
- 최다 안타(당시는 타이틀은 아님) : 1회(1937년 추계) ※1994년부터 타이틀로 제정됨

#### 수상
- MVP : 1회(1937년 추계)

### 등번호
- 6(1936년)
- 23(1937년 ~ 1938년)

### 연도별 타격 성적
| 연 도          | 소 속           | 경 기 | 타 석 | 타 수 | 득 점 | 안 타 | 2 루 타 | 3 루 타 | 홈 런 | 루 타 | 타 점 | 도 루 | 도 루 자 | 희 생 번 | 희 생 플 | 볼 넷 | 고 4 | 사 구 | 삼 진 | 병 살 타 | 타 율 | 출 루 율 | 장 타 율 | O P S |
| -------------- | --------------- | ----- | ----- | ----- | ----- | ----- | ------- | ------- | ----- | ----- | ----- | ----- | -------- | -------- | -------- | ----- | ---- | ----- | ----- | -------- | ----- | -------- | -------- | ----- |
| 1936년 춘·하계 | 나고야          | 15    | 75    | 69    | 12    | 24    | 2       | 1       | 1     | 31    | 11    | 5     | --       | 3        | --       | 2     | --   | 1     | 5     | --       | .348  | .375     | .449     | .824  |
| 1936년 추계    | 나고야          | 24    | 99    | 87    | 10    | 27    | 4       | 2       | 0     | 35    | 14    | 2     | --       | 3        | --       | 8     | --   | 1     | 7     | --       | .310  | .375     | .402     | .777  |
| 1937년 춘계    | 고라쿠엔 이글스 | 17    | 77    | 63    | 9     | 13    | 1       | 1       | 0     | 16    | 7     | 1     | --       | 1        | --       | 11    | --   | 2     | 5     | --       | .206  | .342     | .254     | .596  |
| 1937년 추계    | 고라쿠엔 이글스 | 49    | 222   | 200   | 34    | 62    | 17      | 2       | 1     | 86    | 24    | 7     | --       | 3        | --       | 18    | --   | 1     | 7     | --       | .310  | .370     | .430     | .800  |
| 1938년 춘계    | 고라쿠엔 이글스 | 35    | 150   | 139   | 21    | 45    | 5       | 1       | 6     | 70    | 24    | 3     | --       | 1        | --       | 10    | --   | 0     | 9     | --       | .324  | .369     | .504     | .873  |
| 1938년 추계    | 고라쿠엔 이글스 | 40    | 170   | 153   | 17    | 49    | 5       | 3       | 5     | 75    | 23    | 6     | --       | 1        | --       | 16    | --   | 0     | 8     | --       | .320  | .385     | .490     | .875  |
| 통산 : 3년     | 통산 : 3년      | 180   | 793   | 711   | 103   | 220   | 34      | 10      | 13    | 313   | 103   | 24    | --       | 12       | --       | 65    | --   | 5     | 41    | --       | .309  | .371     | .440     | .812  |

- 굵은 글씨는 시즌 최고 성적.
- 고라쿠엔(고라쿠엔 이글스)는 1938년에 이글스로 구단명을 변경.

### 연도별 투수 성적
| 연 도          | 소 속      | 등 판 | 선 발 | 완 투 | 완 봉 | 무 4 구 | 승 리 | 패 전 | 세 이 브 | 홀 드 | 승 률 | 타 자 | 이 닝 | 피 안 타 | 피 홈 런 | 볼 넷 | 고 4 | 몸 맞 | 탈 삼 진 | 폭 투 | 보 크 | 실 점 | 자 책 점 | 평 자 책 | W H I P |
| -------------- | ---------- | ----- | ----- | ----- | ----- | ------- | ----- | ----- | -------- | ----- | ----- | ----- | ----- | -------- | -------- | ----- | ---- | ----- | -------- | ----- | ----- | ----- | -------- | -------- | ------- |
| 1936년 춘·하계 | 나고야     | 1     | 0     | 0     | 0     | 0       | 0     | 0     | --       | --    | ----  | --    | 3.0   | 2        | 0        | 0     | --   | 0     | 3        | 2     | 0     | 0     | 0        | 0.00     | 0.67    |
| 통산 : 1년     | 통산 : 1년 | 1     | 0     | 0     | 0     | 0       | 0     | 0     | --       | --    | ----  | --    | 3.0   | 2        | 0        | 0     | --   | 0     | 3        | 2     | 0     | 0     | 0        | 0.00     | 0.67    |